# Mycetophila recta
Mycetophila recta är en tvåvingeart som beskrevs av Freeman 1951. Mycetophila recta ingår i släktet Mycetophila och familjen svampmyggor. Inga underarter finns listade i Catalogue of Life.